# 혼합 저해
혼합 저해 (mixed inhibition)는 효소저해제기질-복합체가 효소적으로 활성화가 있다는 것을 제외하고는, 반경쟁적 저해 (uncompetitive inhibition)와 유사하다. 이 저해제는 미카엘리스-멘텐 식이 맞지 않는다.
많은 유기체에서, 일반적으로 저해제는 가역적으로서 역할을 하지만 이러한 

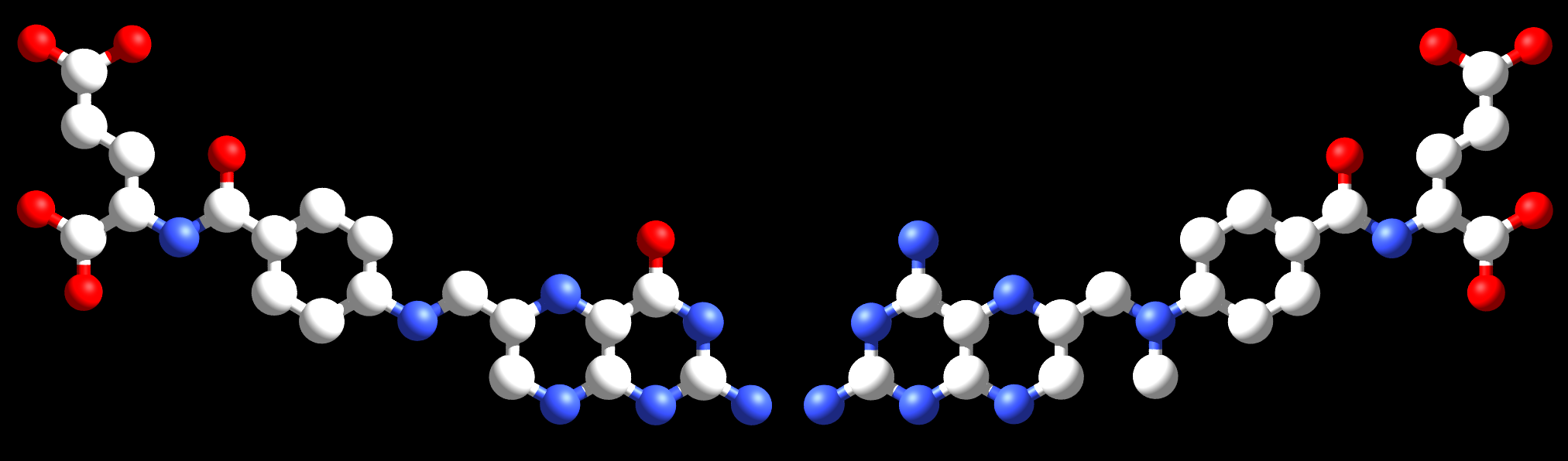
엽산의 공동효소(왼쪽)과 항암약인 메토트렉세이트(오른쪽)는 구조적으로 매우 닮았다. 결과적으로, 메토트렉세이트는 엽산을 사용하는 효소의 경쟁적 저해제로 사용된다.

비가역적 저해제는 효소와 함께 반응하고 단백질과 함께 공유결합을 한다. 불활성화는 비가역적이다. 이 물질은 약에 포함되어있는데, 기생충감염질병인 말라리아에 사용된다. 페니실린또한 이 방식으로 작용한다. 이 약들과 함께, 화합물은 활성부위에 결합하고 효소는 저해제를 하나 혹은 그 이상의 아미노잔기를 비가역적으로 반응시켜서 활성화형태로 바꾼다.

## 같이 보기
- 효소
- 효소 저해제
- 경쟁적 저해 (competitive inhibition)
- 무경쟁적 저해 (non-competitive inhibition)
- 반경쟁적 저해 (uncompetitive inhibition)